# Poricellaria ratoniensis
Poricellaria ratoniensis är en mossdjursart som först beskrevs av Campbell Easter Waters 1887.  Poricellaria ratoniensis ingår i släktet Poricellaria och familjen Poricellariidae. Inga underarter finns listade i Catalogue of Life.